# Star Wars: X-Wing Alliance
X-Wing Alliance — последний «классический» космический симулятор во вселенной Star Wars продолжающий серию X-Wing. В игре представлена история семьи космического торговца Аззамина. Игрок берёт на себя роль Аса Аззамина, самого младшего из детей, примкнувшего к повстанцам.

## Модификации
Моддинг X-Wing Alliance оказался поразительно долгоживущим. Фанаты и программисты, продолжают создавать улучшенные текстуры и модели кораблей, новые миссии, и тд. Некоторые модификации — ремейки миссий из предыдущих игр серии. Воссоздана кампания Tie Fighter на движке X-Wing Alliance. На 2013 год сообщества моддеров XWA продолжают совершенствовать игровой контент.

## Оценки
| Сводный рейтинг       | Сводный рейтинг |
| Агрегатор             | Оценка          |
| --------------------- | --------------- |
| GameRankings          | 83,80 %         |
| Русскоязычные издания |                 |
| Издание               | Оценка          |
| «Игромания»           | 8,1/10          |